# Кубок Австрії з футболу 1923—1924
Кубок Австрії з футболу 1923—1924 — 6-й розіграш турніру. Переможцем змагань вдруге став столичний клуб «Аматоре».

## Чвертьфінали
| Переможці     | Рахунок | Переможені         |
| ------------- | ------- | ------------------ |
| «Зіммерингер» | 4:2     | «Герта»            |
| «Аматоре»     | 2:0     | «Ваккер»           |
| «Слован»      | 5:2     | «Вінер АФ»         |
| «Вінер АК»    | 1:0     | «Вінер Шпорт-Клуб» |

## Півфінали
| Переможці | Рахунок | Переможені    |
| --------- | ------- | ------------- |
| «Слован»  | 4:2     | «Вінер АК»    |
| «Аматоре» | 3:1     | «Зіммерингер» |

## Фінал
| 6 липня 1924 |

| «Аматоре»                                                                                        | 8 — 6 (д.ч.) | «Слован»                                                                       |
| ------------------------------------------------------------------------------------------------ | ------------ | ------------------------------------------------------------------------------ |
| 40' 97' 119' Віктор Гірлендер 61' 98' Альфред Шаффер 63' Густав Візер 90+2' 99' Фердінанд Сватош | (Протокол)   | 43' 49' 112' Антонін Булла 48' Рудольф Ганель 72' Йозеф Пояр 106' Йозеф Птачек |

| «Зіммерінгер Спортплац», Відень Глядачів: 12 000 Арбітр: Макс Зееманн |

| Аматере                    |                     |
|                            |                     |
| ВР                         | Теодор Лорманн      |
| ЗХ                         | Йоганн Тандлер      |
| ЗХ                         | Александер Попович  |
| ПЗ                         | Алоїз Гілтль        |
| ПЗ                         | Єне Конрад          |
| ПЗ                         | Карл Геєр           |
| НП                         | Вільгельм Морокутті |
| НП                         | Альфред Шаффер      |
| НП                         | Віктор Гірлендер    |
| НП                         | Фердінанд Сватош    |
| НП                         | Густав Візер        |
| Тренери:                   |                     |
| Густав Ланцер, Макс Земанн |                     |

| Слован                       |                   |
|                              |                   |
| ВР                           | Рот               |
| ЗХ                           | Йозеф Пояр        |
| ЗХ                           | Віктор Бліценець  |
| ПЗ                           | Фрідріх Барбак    |
| ПЗ                           | Клепетко          |
| ПЗ                           | Попек             |
| НП                           | Франц Єкль        |
| НП                           | Йозеф Птачек      |
| НП                           | Рудольф Ганель    |
| НП                           | Антонін Булла     |
| НП                           | Леопольд Листопад |
| Тренери:                     |                   |
| Йозеф Дозедель, Карл Пекарна |                   |